# Théories de distribution des espèces
La théorie de distribution des espèces a évolué au cours du temps, pour en donner plusieurs visions. On considère actuellement plusieurs théories différentes, la théorie des niches, la théorie de l'insularisation écologique, la théorie des métapopulations et la théorie neutre de la biodiversité. Elles tendent toutes à expliquer des aspects différents de l'écologie, et ne sont pas forcément incompatibles entre elles. Elles utilisent les notions de niches, de populations et de patchs (taches).

## Théorie des niches
Depuis le début du XXe siècle, la répartition des espèces a été pensée en termes de niche. En effet, chaque espèce possède une niche fondamentale qu'on peut définir comme un « hypervolume à n dimensions dans lequel chaque point représente une combinaison de conditions environnementales pour laquelle l'espèce a un taux d'accroissement supérieur ou égal à un » (Hutchinson, 1957). La composante spatio-temporelle de la niche d'une espèce peut être appelée son habitat. L'habitat a une composante temporelle car il peut varier (selon les saisons par exemple). La théorie des niches peut donc expliquer la répartition des espèces en fonction de leurs habitats. Cependant il faut distinguer la niche fondamentale (potentielle) d’une espèce et sa niche réalisée, c'est-à-dire qu'elle occupe réellement. La compétition pour une ressource, la prédation, la limite à la dispersion d'une espèce, la pression parasitaire, etc. sont autant de facteurs faisant différer la niche réalisée de la niche fondamentale. Il se trouve aussi qu'une espèce peut se rencontrer en dehors de son habitat. En effet, il suffit qu'une zone où le taux d'accroissement potentiel est inférieur à un se trouve près d'une zone où ce dernier est fort pour qu'il y ait colonisation. C'est ce qu'on appelle la dynamique source-puits. La théorie des niches permet donc de distinguer des habitats mais n'est pas suffisante pour expliquer la répartition spatiale des espèces et notamment l'influence du paysage.

## Théorie de la biogéographie insulaire
La théorie de la biogéographie insulaire a été proposée par Mc Arthur et Wilson (1963,1967)
,. Elle prend le parti d'une explication spatiale de la répartition des espèces qui manque à la théorie des niches. Elle concerne la richesse spécifique d'une île en fonction de sa taille et de son éloignement par rapport à un continent. Le continent est considéré comme un réservoir d'espèces, l'île en reçoit un certain nombre au gré de l'immigration. Les seuls processus en marche dans ce modèle sont l'immigration et l'extinction d'espèces. Ces deux paramètres dépendent du nombre d’espèces présentes sur l'île. En effet, il est plus difficile de s'installer sur une île où les ressources sont déjà exploitées par d'autres espèces. Plus il y a d'espèces, plus le nombre d'espèces pouvant disparaître est important. L'immigration diminue donc tandis que l'extinction augmente avec le nombre d'espèces présentes sur l'île. On prédit grâce à ces paramètres un nombre d'espèces pour lesquelles on a un équilibre dynamique (l'immigration est égale à l'extinction) et donc un nombre constant d'espèces. Le taux d'extinction diminue lorsque la taille de l'île augmente. Le nombre d'espèces à l'équilibre dépend uniquement de la surface de l'île et de son éloignement par rapport au continent.
La théorie de la biogéographie insulaire a servi de base théorique à de nombreuses études. Elle a subi quelques améliorations (notamment avec l'incorporation du taux de spéciation, Whittaker).
Ce fut aussi une base pour l'écologie du paysage. En effet, le paysage peut être considéré comme un ensemble d'îles d'habitat dans une mer de non habitat. C'est une des bases de la théorie classique des métapopulations.

## Théorie des métapopulations
La théorie classique des métapopulations a été formulée pour la première fois par Levins en 1969. Elle considère que le paysage est pour chaque espèce un ensemble de patchs d'habitat dans une « mer » de « non-habitat ». Les patchs sont tous identiques et les distances moyennes de chaque patch à tous les autres sont égales. Une métapopulation est l’ensemble des populations d'une espèce vivant dans ces patchs. Le nombre de patchs occupés par cette espèce (P) est donné par la résolution de l'équation différentielle :
{\displaystyle {\frac {dp}{dt}}=cp(1-p)-ep}
avec c = taux de migration par patch et e = taux d'extinction par patch. On atteint un équilibre (dynamique) lorsque
{\displaystyle p=1-{\frac {e}{c}}}.
Des améliorations de cette théorie ont été établies, notamment par Ilkka Hanski. Certains modèles prennent ainsi en compte le fait que les patchs peuvent être différents. On ne considère plus alors des proportions d'occupation de patchs, mais la probabilité pour chaque patch d'être occupé. On a alors :
{\displaystyle {\frac {dp_{i}}{dt}}=C_{i}(1-p_{i})-E_{i}p_{i}}
avec {\displaystyle C_{i}} la probabilité pour le patch i d'être colonisé sachant qu'il est vide et {\displaystyle E_{i}} la probabilité d'extinction de l'espèce dans le patch i sachant qu'il est occupé.
On peut tracer des parallèles avec la biogéographie insulaire. En effet, la probabilité d'extinction est dépendante de la surface et la probabilité de colonisation est dépendante de l'éloignement par rapport aux autres patchs. Selon les études, C et E sont plus ou moins complexes. Il est ainsi possible de définir une connectivité entre les patchs qui dépend de l'éloignement et de la « résistance au mouvement » de l'habitat. L'idéal étant de pouvoir attribuer un coût à chaque trajet entre patch.

## Théorie neutre de la biodiversité
Cette théorie inspirée de la biogéographie insulaire a été développée par Hubbell (2001). Elle remet complètement en cause l'idée d'une répartition selon les niches en considérant les espèces comme équivalentes.
C'est une théorie mécaniste basée sur les mécanismes de base de dynamique des espèces (démographie, spéciation, extinction). La répartition des espèces est expliquée par la stochasticité démographique de la dispersion et le phénomène d'échantillonnage. On distingue dans cette théorie deux échelles: la métacommunauté et la population locale.
Hypothèses :
- La dynamique de la communauté est dirigée par deux mécanismes : probabilité pour chaque individu de subir une spéciation et de se reproduire ;
- Somme nulle donc nombre constant d'individus.

Métacommunauté :
- On peut définir des équations de {\displaystyle P_{i}(n,t)} la probabilité d'avoir n individus de l'espèce i au temps t. Pour l'ensemble des espèces de la communauté on obtient un système d'équations : master equation ;
- Après un certain temps, on atteint un équilibre dynamique. {\displaystyle P_{s}(n)} étant la probabilité pour une espèce de compter n individus lors de la stabilisation. Comme toutes les espèces sont considérées équivalentes Ps(n) est la même pour toutes les espèces.

Communauté locale :
- À cette échelle, on suppose qu'il n'y a pas de spéciation ;
- La diversité est maintenue par immigration depuis la métacommunauté. Comme pour la métacommunauté, on peut faire une master equation.

L'évolution dans le temps des deux communautés peut être déduite par résolution analytique des équations ou par simulation des processus.
On peut tracer un parallèle intéressant entre la « théorie neutre de la biodiversité » et la génétique des populations (Alonso, 2006).